# Тайссен, Фердинанд
Фердинанд Тайссен (нем. Ferdinand Theißen; 1877—1919) — немецкий миколог, ботаник.

## Биография
Фердинанд Тайссен родился 27 июля 1877 года в городе Крефельд в семье Фердинанда Тайссена, бухгалтера, впоследствии ставшего владельцем ломбарда. С 1888 по 1897 учился в Крефельде, затем переехал в Блейенбек в нидерландской провинции Лимбург.
В 1902 году Тайссен отправился в Бразилию, где стал преподавать в иезуитском колледже и местной школе. В 1908 году Фердинанд вернулся в Валкенбург, затем продолжил обучение в Инсбрукском университете до осени 1912 года. До 1914 года он работал в Инсбруке.
Между 1 и 5 сентября 1919 года Тайссен трагически погиб, сорвавшись со скалы в долине Монтафон (Форарльберг, Австрия). 6 сентября его тело со множеством переломов было обнаружено, 8 сентября он был похоронен.
Основная часть гербария Фердинанда Тайссена хранится в Гарвардском университете (FH).

## Некоторые научные работы
- Theissen, F. (1913). Die Gattung Asterina. Abh. k.k. zool.-botan. Gesselschaft 7(3): 1—130, pl. 1—8.
- Theissen, F.; Sydow, H. (1915). Die Dothideales. Annales mycologici 13: 149—736, pl. 1—6.
- Theissen, F.; Sydow, H. (1918). Synoptische Tafeln. Annales mycologici 15(6): 389—491.

## Роды грибов, названные в честь Ф. Тайссена
- Theissenia Maubl., 1914
- Theissenula Syd. & P.Syd., 1914, nom. dub.